# هانس لینستو
 هانس لینستو (انگلیسی: Hans Ditlev Franciscus (Frants) von Linstow؛ ۴ مهٔ ۱۷۸۷ – ۱۸۵۱) یک معمار اهل نروژی زاده دانمارک بود.

## نگارخانه

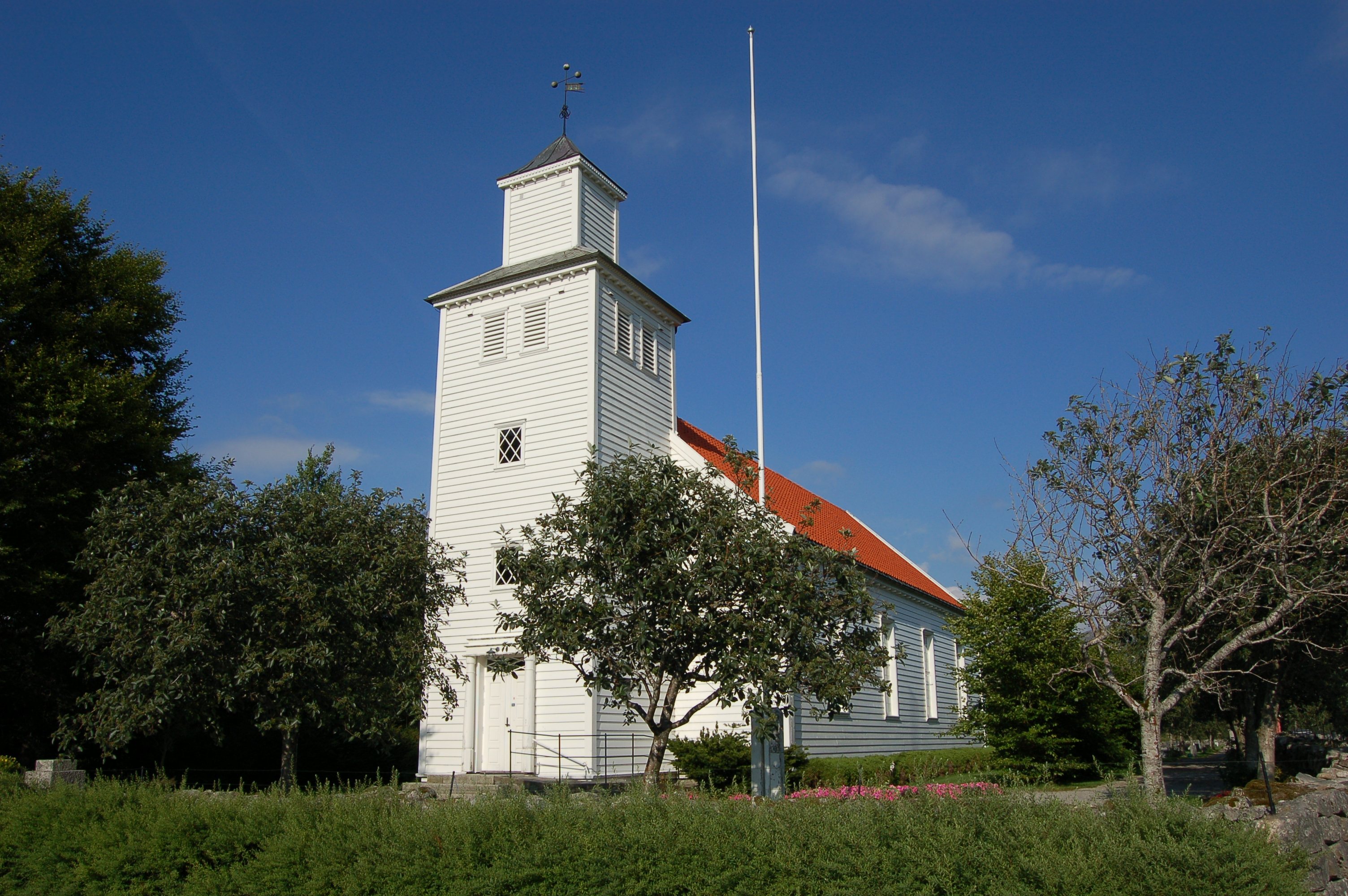
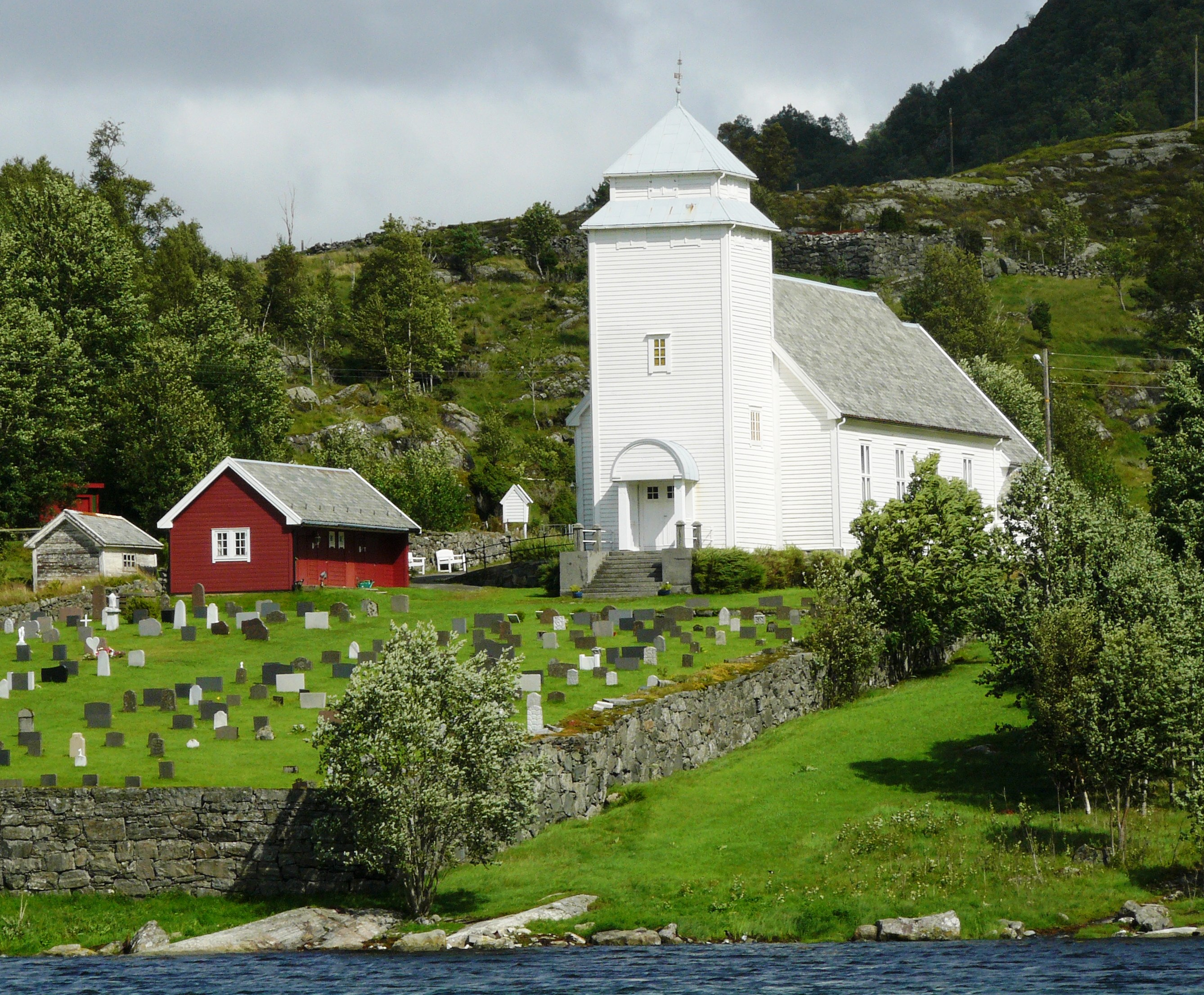
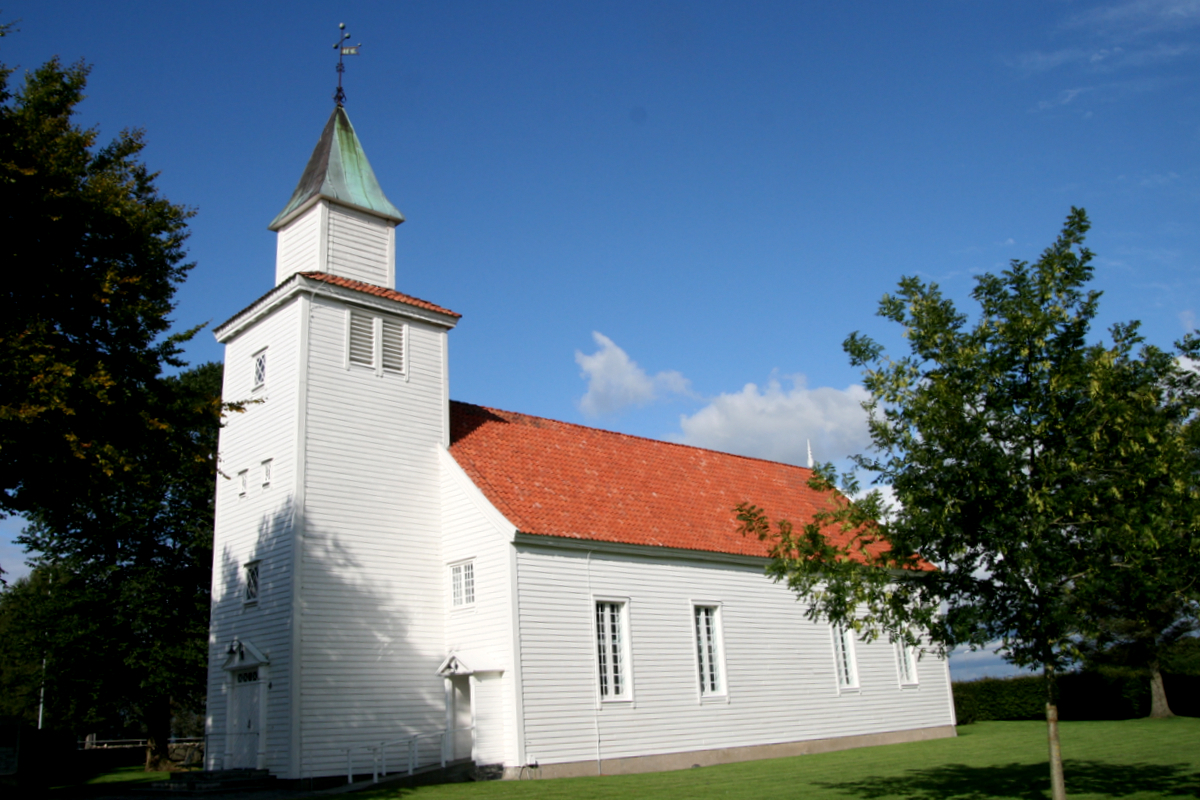
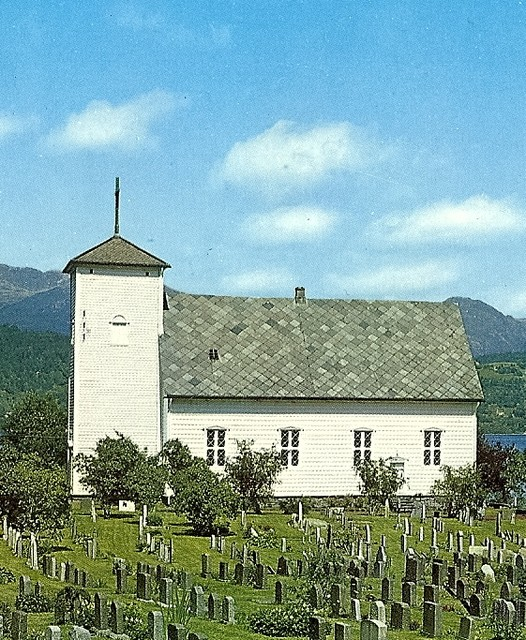
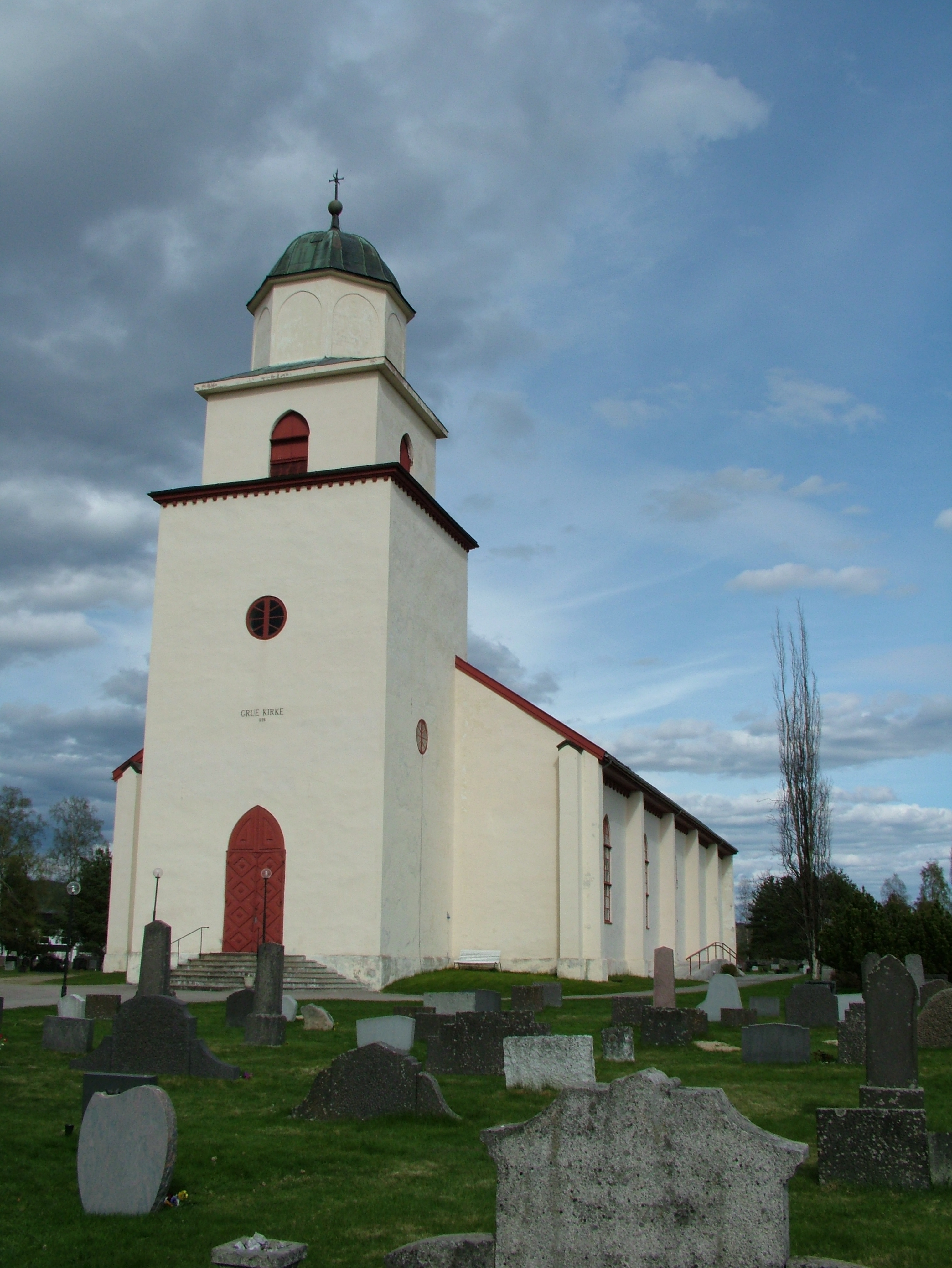